# Gerrie Schouwenaar
Gerrit (Gerrie) Schouwenaar (Amsterdam, 29 oktober 1956) is een Nederlands voormalig voetballer. Hij speelde in het Nederlandse betaalde voetbal bij AZ '67 en SC Cambuur. Bij de amateurs speelde hij bij de Friese clubs Hubert Sneek en VV Leeuwarden. Met Jong Oranje nam hij in 1979 deel aan het Toulon Espoirs-toernooi. Hij is een achterneef van Roger Schouwenaar.

## Spelersloopbaan
Op zijn achttiende verliet hij AFC om als amateur te gaan voetballen bij AZ '67. In het seizoen 1975/76 kwam hij tot drie optredens in de Alkmaarse hoofdmacht. In de winterpauze van het daaropvolgende seizoen vertrok hij naar SC Cambuur.
Na negen seizoenen kwam hij niet tot overeenstemming over het contract bij Cambuur. Hij ging spelen bij amateurclub Hubert Sneek. Schouwenaar had een arbitragezaak aangespannen waardoor hij na een halfjaar weer terugkeerde bij Cambuur.
Door de strenge winter lag het profvoetbal drie maanden, tot half maart 1986, stil. Hij maakte op 16 maart 1986 zijn rentree voor Cambuur en speelde daarna nog zestien duels. 
Hij meldde zich in de zomer van 1986 opnieuw bij Hubert Sneek. Na een jaar stapte hij over naar VV Leeuwarden waar hij in 1992 op 35-jarige leeftijd zijn spelersloopbaan beëindigde.

## Trainer
Na zijn voetbalcarrière werd Schouwenaar trainer bij diverse Friese amateurclubs. Bij SC Cambuur begon hij in 2004 als technisch coördinator. Een jaar later werd hij assistent van hoofdtrainer Roy Wesseling. Die werd in februari 2007 op non-actief gezet vanwege teleurstellende resultaten. Schouwenaar maakte samen met keeperstrainer Wim de Ron dat seizoen af.
Hij verliet in 2007 de Friese profclub om met Foeke Booy als hoofdcoach aan de slag te gaan bij Al-Nassr in Saoedi-Arabië. Booy hield het al na enkele maanden, in november 2007, voor gezien. Schouwenaar bleef samen met Jan van Dijk, de andere assistent, tot het einde van het seizoen. 
In 2013 koos hij opnieuw voor een avontuur in het buitenland. Hij werd jeugdtrainer in Libië bij Al Ahly Tripoli. Hij werd hiervoor benaderd door Remco Boere, ook oud-speler van Cambuur, die als hoofd opleidingen bij de club werkte.

## Wedstrijdstatistieken
| Seizoen | Club       | Competitie     | wed. | goals |
| ------- | ---------- | -------------- | ---- | ----- |
| 1975/76 | AZ '67     | Eredivisie     | 3    | 0     |
| 1976/77 | SC Cambuur | Eerste divisie | 17   | 1     |
| 1977/78 | SC Cambuur | Eerste divisie | 23   | 1     |
| 1978/79 | SC Cambuur | Eerste divisie | 35   | 1     |
| 1979/80 | SC Cambuur | Eerste divisie | 32   | 6     |
| 1980/81 | SC Cambuur | Eerste divisie | 26   | 2     |
| 1981/82 | SC Cambuur | Eerste divisie | 26   | 3     |
| 1982/83 | SC Cambuur | Eerste divisie | 30   | 10    |
| 1983/84 | SC Cambuur | Eerste divisie | 12   | 0     |
| 1984/85 | SC Cambuur | Eerste divisie | 24   | 0     |
| 1985/86 | SC Cambuur | Eerste divisie | 17   | 1     |
| Totaal  | Totaal     | Totaal         | 245  | 25    |